# Aleksandr Sokurov

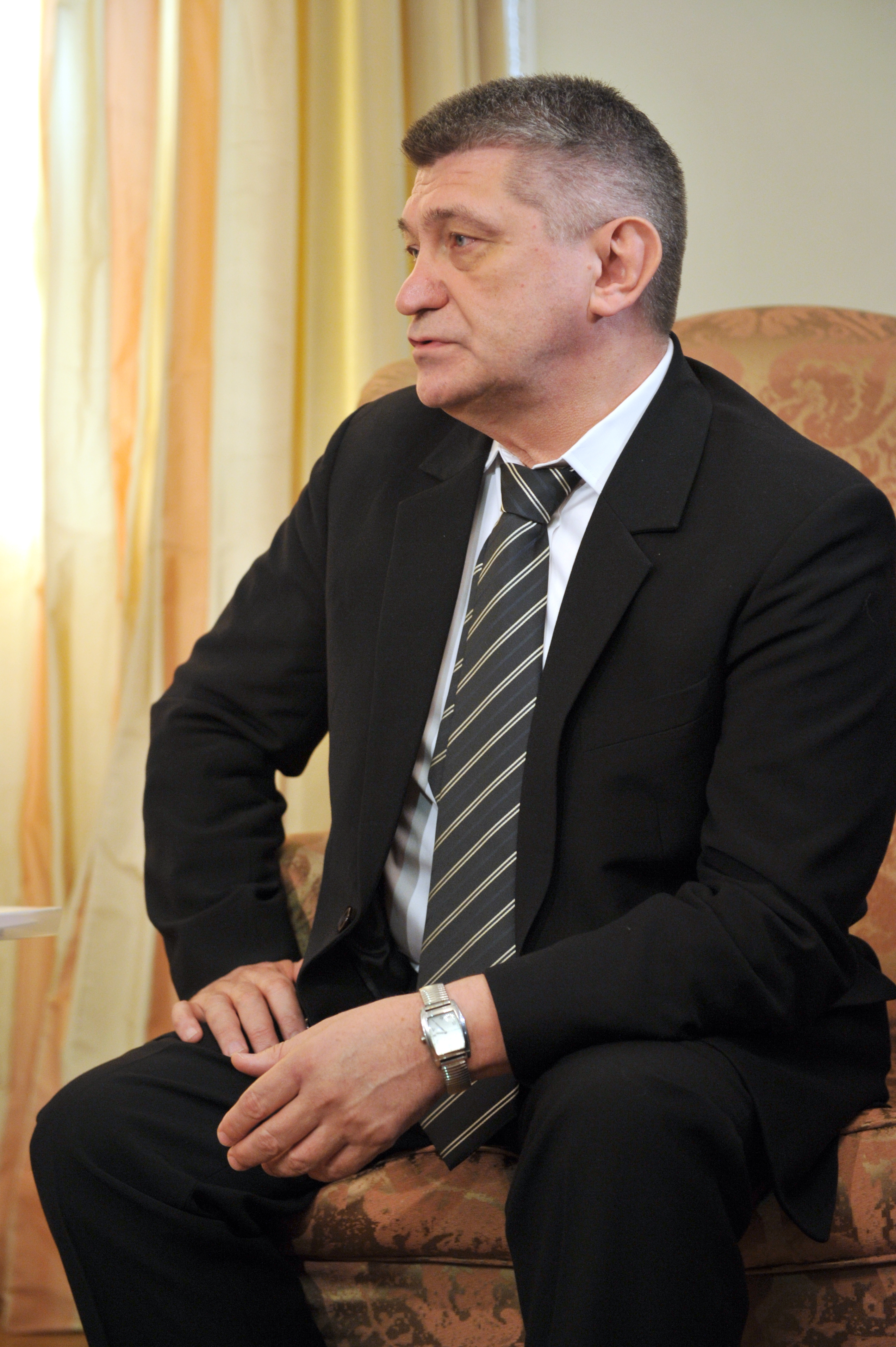
Aleksandr Sokurov, 2011.

Aleksandr Nikolajevitj Sokurov (ryska: Александр Николаевич Сокуров), född 14 juni 1951 i Podorvicha i dåvarande Sovjetunionen, är en rysk filmregissör. Bland hans mest kända verk återfinns filmerna Den ryska arken (2002), som filmades i en enda lång tagning, och Faust (2011), som belönades med Guldlejonet i Venedig.

## Biografi
Aleksandr Sokurovs far var officer och familjen fick flytta ganska ofta. Han började skolan i Polen och avslutade den i Turkmenistan. År 1968 kom han in på historiska fakulteten på universitetet i Gorkij (nuvarande Nizjnij Novgorod). Under studietiden arbetade han på TV-kanalen Gorkij som regissörsassistent. År 1974 fortsatte han till filmhögskolan VGIK i Moskva. Hans första film, En människas ensamma röst, accepterades inte som examensarbete och Sokurov blev tvungen att avsluta studierna på filmskolan ett år tidigare än han egentligen skulle. År 1980 anställdes han ändå på Lenfilm, ett av de största filmbolagen.
Sokurovs första filmer var insiktsfulla dokument från Sovjettiden och tjänar både som sociala reportage och som konstnärliga alster. I dokumentärfilmen Maria (1978–1988) får vi exempelvis lära känna det sovjetiska samhället under ett decennium. Hans film Dolce (1999) är en lugn film som dock kokar under ytan - den innehåller bilder av havet som ger reminiscenser av Tarkovskijs havsbilder i Solaris.[källa behövs]
Många av Sokurovs filmer är som ett slags samtal med filmhistorien. I Sokurovs Sjostakovitj (1981), en dokumentär om den sovjetiske tonsättaren med samma namn, används Dmitrij Sjostakovitjs musik - såsom den användes i Sergej Eisensteins filmer - för att skildra den tyska belägringen av Leningrad, och blir en skildring av andra världskriget snarlik hur Eisensteins skildrade inbördeskriget i Ryssland och perioden februari-oktober 1917.

## Filmografi (i urval)
- 1997 – Mor och son
- 1999 – Molok
- 2001 – Telets
- 2002 – Den ryska arken
- 2003 – Otets i syn
- 2005 – Solntse
- 2007 – Aleksandra
- 2011 – Faust
- 2015 – Francofonia - Louvren under ockupation